# Frederick Jones Bliss
Pour les articles homonymes, voir Bliss.
Frederick Jones Bliss (1859-1937) est un archéologue américain. 

## Biographie

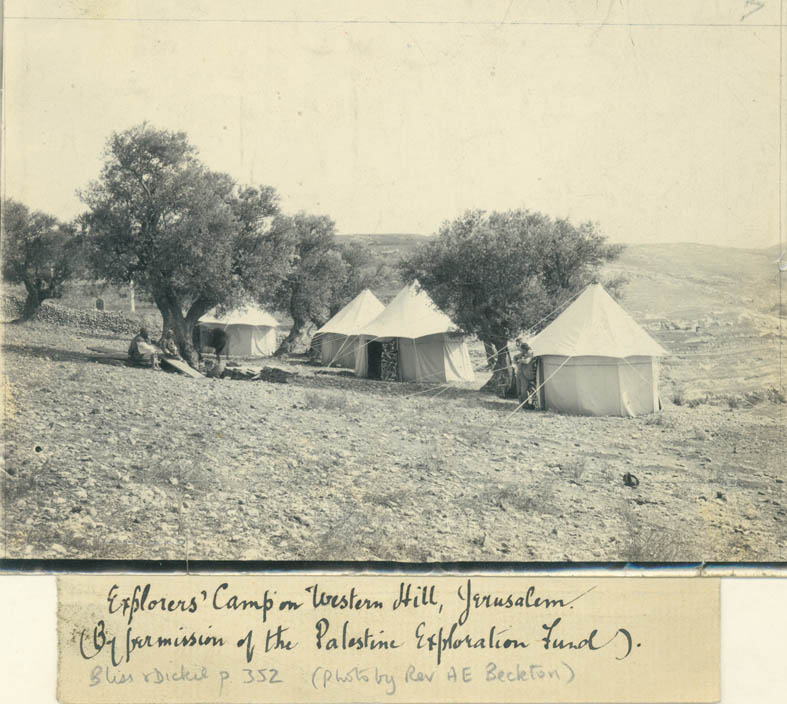
The camp of Bliss on Mount Zion 1894-1897

Il est né sur le Mont-Liban en Syrie où son père, Daniel Bliss, est d'abord le missionnaire d'une congrégation avant de devenir le président du Syrian Protestant College, la future Université américaine de Beyrouth. Frédéric J est diplômé de l'Amherst College (1880), enseigne au Collège protestant syrien et par la suite à l'Union Theological Seminary. Après avoir étudié sous la responsabilité de William Petrie en Égypte, Bliss s'associe avec le Palestine Exploration Fund, travaillant dans le cadre de l'archéologie biblique sur le site de Tell el-Hesi entre 1894 et 1897 tout en menant des fouilles à Jérusalem. Entre 1898 et 1900, avec R.A.S Macalister, Bliss met au jour plusieurs sites de la Shéphélah ce qui a aidé à affiner la chronologie dans la région. Ses rapports de fouilles ont souvent été présentés dans les révélés trimestriels du Palestine Exploration Fund et on lui doit la découverte de la première anse de jarres de Hébron estampillée Sceaux LMLK (et simultanément, en 1899, le premier motif à quatre ailes). Il publie le premier, en 1900, l'inscription complète MMST (Hebrew Mem, Mem, Shin, Tau). Alors à la Direction du Palestine Exploration Fund, il est congédié pour raison de santé en 1900. Après la publication conjointe avec Macalister de Excavations in Palestine, il quitte le domaine de recherches.

## Compléments